# Laila Schou Nilsen
Laila Schou Nilsen (Oslo, 18 maart 1919 – Oslo, 30 juli 1998) was een Noorse sportvrouw die actief was in het alpineskiën, schaatsen, handbal, tennis en autosport.

## Sportcarrière

### Schaatsen
Schou Nilsen werd vierde op het tweede (nog onofficiële) WK Allround in 1934 en won het derde (eveneens nog onofficiële) WK Allround in 1935 die beide door haar eigen schaatsclub Oslo Skøiteklubb (OSK) in het Frogner Stadion werd georganiseerd.
Op het WK van 1937 dat op de ijsbaan van Davos plaatsvond won ze alle vier de afstanden door een nieuw wereldrecord te schaatsen. Op het WK van 1938 dat ook in het Frogner Stadion werd verreden won ze haar derde wereldtitel.
Nationaal werd ze vier keer kampioen (1935, 1937, 1939 en 1940) en twee keer tweede (1934 en 1938).
Ten tijde van het behalen van haar wereldtitel in 1937 was zij 17 jaar en 319 dagen oud. Daarmee is zij anno 2025 nog altijd de jongste wereldkampioen schaatsen aller tijden.

### Skiën
Schou Nilsen nam twee keer deel aan de Olympische Winterspelen (in 1936 en 1948). Op de Winterspelen van 1936 nam ze deel bij het alpineskiën. Ze won de bronzen medaille op het enige onderdeel, de combinatie. Op de Olympische Spelen van 1948 nam ze deel op de afdaling, slalom en de combinatie waar ze respectievelijk zevende, veertiende en dertiende werd.

### Overige sporten
In de tennissport wist Schou Nilsen eveneens enkele nationale titels te veroveren. Ze heeft deel uitgemaakt van de nationale handbalselectie en in 1963 nam ze deel aan de Rally van Monte Carlo.

## Belangrijke resultaten
| Kampioenschap  | 1934   | 1935 | 1936       | 1937 | 1938   | 1939 | 1940 |  | 1948                                  |
| -------------- | ------ | ---- | ---------- | ---- | ------ | ---- | ---- |  | ------------------------------------- |
| OS Alpineskiën |        |      | combinatie |      |        |      |      |  | 7e afdaling 14e slalom 13e combinatie |
| WK Schaatsen   | 4e     | Goud |            | Goud | Goud   |      |      |  |                                       |
| NK Schaatsen   | Zilver | Goud |            | Goud | Zilver | Goud | Goud |  |                                       |

## Records

### Persoonlijke records
| Afstand    | Tijd   | Datum           | Baan  |
| ---------- | ------ | --------------- | ----- |
| 500 meter  | 46,4   | 30 januari 1937 | Davos |
| 1000 meter | 1.38,8 | 30 januari 1937 | Davos |
| 1500 meter | 2.38,1 | 23 januari 1937 | Oslo  |
| 3000 meter | 5.29,6 | 30 januari 1937 | Davos |
| 5000 meter | 9.28,3 | 31 januari 1937 | Davos |

#### Adelskalender
Van 24 januari 1937 tot 21 januari 1952 was Laila Schou Nilsen aanvoerster van de Adelskalender. Daarmee heeft zij 5475 dagen aan de top van de lijst gestaan.
Hieronder staan de persoonlijke records (PR's) waarmee Laila Schou Nilsen aan de top van de Adelskalender kwam en de PR's die zij had staan toen zij van de eerste plek verdreven werd. Tevens zijn de gegevens weergegeven van de schaatssters die voor en na haar aan de top van de lijst stonden.
| Datum      | 500 m | 1000 m | 3.000 m | 5.000 m | Punten  | Voorganger / Opvolger |
| ---------- | ----- | ------ | ------- | ------- | ------- | --------------------- |
| 30-04-1936 | 50,4  | 1.45,0 | 5.44,1  | 9.53,0  | 219,550 | Serafima Paromova     |
| 24-01-1937 | 47,9  | 1.44,4 | 5.47,5  | 9.58,6  | 217,876 |                       |
| 31-01-1937 | 46,4  | 1.38,8 | 5.29,6  | 9.28,3  | 207,563 |                       |
| 21-01-1952 | 48,3  | 1.38,9 | 5.22,3  | 9.18,8  | 207,330 | Olga Akifjeva         |

### Wereldrecords schaatsen
| Nr. | Afstand    | Tijd   | Datum            | Baan  |
| --- | ---------- | ------ | ---------------- | ----- |
| 1   | 500 meter  | 49,3   | 27 februari 1935 | Oslo  |
| 2*  | 1500 meter | 2.38,1 | 23 januari 1937  | Oslo  |
| 3*  | 500 meter  | 46,4   | 30 januari 1937  | Davos |
| 4*  | 3000 meter | 5.29,6 | 30 januari 1937  | Davos |
| 5*  | 1000 meter | 1.38,8 | 31 januari 1937  | Davos |
| 6*  | 5000 meter | 9.28,3 | 31 januari 1937  | Davos |

2* Het wereldrecord werd door Randi Thorvaldsen op 25 februari 1950 te Gjøvik in een tijd van 2.37,5 verbeterd.
3* Het wereldrecord werd door Tamara Rylova op 11 januari 1955 te Medeo in een tijd van 45,6 verbeterd.
4* Het wereldrecord werd door Zoja Cholsjtsjevnikova op 30 januari 1949 te Moskou in een tijd van 5.29,1 verbeterd.
5* Het wereldrecord werd door Sofia Kondakova op 5 februari 1951 te Medeo in een tijd van 1.36,6 verbeterd.
6* Het wereldrecord werd door Verné Lesche op 13 februari 1949 te Kongsberg in een tijd van 9.26,8 verbeterd.

### Wereldrecords laaglandbaan (officieus)
| Nr. | Afstand    | Tijd   | Datum            | Baan |
| --- | ---------- | ------ | ---------------- | ---- |
| 1.  | 500 meter  | 49,3   | 27 februari 1935 | Oslo |
| 2.  | 500 meter  | 47,6   | 23 januari 1937  | Oslo |
| 3.  | 1000 meter | 1.40,3 | 9 februari 1938  | Oslo |

Verné Lesche · 
Valentina Koeznetsova · 
Serafima Paromova · 
Laila Schou Nilsen · 
Olga Akifjeva · 
Rimma Zjoekova · 
Tamara Rylova · 
Inga Artamonova · 
Stien Kaiser · 
Ans Schut · 
Nina Statkevitsj · 
Tatjana Averina · 
Galina Stepanskaja · 
Natalja Petroeseva · 
Andrea Mitscherlich · 
Karin Enke · 
Gabi Zange · 
Gunda Niemann · 
Claudia Pechstein · 
Anni Friesinger · 
Cindy Klassen
- Gemeinsame Normdatei: 121347812X
- International Standard Name Identifier: 0000 0004 9013 4562
- Virtual International Authority File: 216149066566765601422
- WorldCat: E39PBJkdpFjhmD48k4y8dfckjC